# Nati nel 1941/Luglio
| Questa pagina contiene informazioni ricavate automaticamente dalle voci biografiche con l'ausilio del template Bio e di un bot. L'aggiornamento è periodico e automatico e ricostruisce completamente la pagina. Se manca una persona in questa lista, sei pregato di non aggiungerla, ma accertati piuttosto che la sua voce biografica contenga il template Bio e che i dati anagrafici siano correttamente compilati. Se il template Bio manca, inseriscilo tu stesso o, in alternativa, metti l'avviso {{tmp\|Bio}} che ne segnala la mancanza. Se i dati riportati sono sbagliati, correggi direttamente la voce biografica; le modifiche saranno visibili in questa lista entro pochi giorni. Per chiarimenti vedi il progetto biografie. La lista contiene solo le 218 persone che sono citate nell'enciclopedia e per le quali è stato implementato correttamente il template Bio. Pagina aggiornata al 10 ago 2025. |

- 1º luglio - Mohamed Abdi Yusuf, politico somalo
- 1º luglio - Bob Gansler, ex calciatore e allenatore di calcio statunitense
- 1º luglio - Rod Gilbert, hockeista su ghiaccio canadese († 2021)
- 1º luglio - Alfred Gilman, farmacologo e biochimico statunitense († 2015)
- 1º luglio - Myron Scholes, economista canadese
- 1º luglio - Twyla Tharp, danzatrice e coreografa statunitense
- 2 luglio - Mogens Frey, ex pistard e ciclista su strada danese
- 2 luglio - William Guest, cantante, cantautore e produttore discografico statunitense († 2015)
- 2 luglio - Gerd Kostmann, ex calciatore tedesco orientale
- 2 luglio - Wendell Mottley, ex velocista, economista e politico trinidadiano
- 2 luglio - Praderm Muangkasem, ex calciatore thailandese
- 2 luglio - Tadao Tsuge, fumettista giapponese
- 3 luglio - Gloria Allred, avvocata statunitense
- 3 luglio - Diana Bracco, imprenditrice e dirigente d'azienda italiana
- 3 luglio - Adoor Gopalakrishnan, regista, sceneggiatore e produttore cinematografico indiano
- 3 luglio - Hertha Haase, ex nuotatrice tedesca
- 3 luglio - Ezio Zermiani, giornalista italiano
- 3 luglio - Liamine Zéroual, politico e generale algerino
- 4 luglio - Juan Botella, tuffatore messicano († 1970)
- 4 luglio - Jay Carty, cestista statunitense († 2017)
- 4 luglio - Sam Farr, politico statunitense
- 4 luglio - Germán Frers, architetto e velista argentino
- 4 luglio - Sergio Oliva, culturista e sollevatore cubano († 2012)
- 4 luglio - Giorgio Pasetto, politico italiano († 2022)
- 4 luglio - Digger Phelps, allenatore di pallacanestro statunitense
- 4 luglio - Tomaž Šalamun, poeta sloveno († 2014)
- 4 luglio - Ryūichi Sugiyama, ex calciatore giapponese
- 5 luglio - Amedeo D'Addario, politico italiano
- 5 luglio - Lynley Dodd, scrittrice neozelandese
- 5 luglio - Antonio Escohotado, filosofo, giurista e saggista spagnolo († 2021)
- 5 luglio - Barbara Frischmuth, scrittrice, traduttrice e drammaturga austriaca († 2025)
- 5 luglio - Riccardo Grassetti, direttore della fotografia italiano
- 5 luglio - Geronimo Meynier, attore italiano († 2021)
- 5 luglio - Peggy Miley, attrice statunitense
- 5 luglio - Epeli Nailatikau, politico figiano
- 5 luglio - Kōji Nakamoto, comico, attore e cantante giapponese († 2022)
- 5 luglio - Raffaele Squitieri, magistrato italiano
- 6 luglio - Pedro Carmona Estanga, politico venezuelano
- 6 luglio - Luis Cruzado, calciatore peruviano († 2013)
- 6 luglio - David Crystal, linguista e scrittore britannico
- 6 luglio - Horacio Esteves, velocista venezuelano († 1996)
- 6 luglio - Fausto Fadda, politico italiano
- 6 luglio - Antonio Matarazzo, politico e dirigente d'azienda italiano
- 6 luglio - Rosinha de Valença, chitarrista e cantautrice brasiliana († 2004)
- 7 luglio - Guy Billout, illustratore francese
- 7 luglio - Marco Bollesan, rugbista a 15, allenatore di rugby a 15 e dirigente sportivo italiano († 2021)
- 7 luglio - Alan Durban, allenatore di calcio e ex calciatore gallese
- 7 luglio - Nancy Farmer, scrittrice statunitense
- 7 luglio - Louis Friedman, ingegnere statunitense
- 7 luglio - Michael Howard, politico e nobile britannico
- 7 luglio - Bill Oddie, comico, musicista e naturalista inglese
- 7 luglio - Carlo Salvatori, banchiere e dirigente d'azienda italiano
- 7 luglio - Lennart Söderberg, allenatore di calcio e calciatore svedese († 2022)
- 7 luglio - Gangchen Tulku Rinpoche, monaco buddhista tibetano († 2020)
- 8 luglio - Adriano Chiaramida, attore italiano
- 8 luglio - Pierre Dukan, medico francese
- 8 luglio - Gaetano Giua, politico italiano
- 8 luglio - Dario Gradi, allenatore di calcio e ex calciatore inglese
- 8 luglio - Bill Klucas, allenatore di pallacanestro statunitense († 2014)
- 8 luglio - Thunderbolt Patterson, ex wrestler statunitense
- 8 luglio - Rosy, cantante italiana
- 8 luglio - Bernard Van De Kerckhove, ciclista su strada belga († 2015)
- 9 luglio - Jim Benedek, allenatore di calcio e calciatore ungherese († 2009)
- 9 luglio - Tom Black, cestista statunitense († 2017)
- 9 luglio - Jan Lehane, ex tennista australiana
- 9 luglio - Hans-Gunnar Liljenwall, ex pentatleta svedese
- 9 luglio - Takahide Nakatani, ex judoka e allenatore di judo giapponese
- 9 luglio - Luciano Pacco, ex calciatore italiano
- 10 luglio - Francesco Belluomini, poeta e scrittore italiano († 2017)
- 10 luglio - Henk Bosveld, allenatore di calcio e calciatore olandese († 1998)
- 10 luglio - Giorgio Dellagiovanna, calciatore italiano († 2013)
- 10 luglio - Alain Krivine, politico francese († 2022)
- 10 luglio - Erkki Kurenniemi, artista, compositore e filosofo finlandese († 2017)
- 10 luglio - Cesare Lucchini, pittore svizzero
- 10 luglio - Robert Pine, attore statunitense
- 11 luglio - Rosa Morena, cantante e attrice spagnola († 2019)
- 11 luglio - Clive Puzey, ex pilota automobilistico zimbabwese
- 12 luglio - Guido Altarelli, fisico italiano († 2015)
- 12 luglio - Gualberto Fernández, ex calciatore salvadoregno
- 12 luglio - Asko Parpola, indologo finlandese
- 12 luglio - Benny Parsons, pilota automobilistico statunitense († 2007)
- 12 luglio - John Ritchie, calciatore inglese († 2007)
- 12 luglio - Juha Väätäinen, ex mezzofondista finlandese
- 12 luglio - Joseph Whipp, attore statunitense
- 13 luglio - Affonso Beato, direttore della fotografia brasiliano
- 13 luglio - Diethelm Ferner, allenatore di calcio e calciatore tedesco († 2023)
- 13 luglio - Robert Forster, attore statunitense († 2019)
- 13 luglio - Joy Franz, attrice e cantante statunitense
- 13 luglio - Steve Gibbons, cantautore, musicista e compositore britannico
- 13 luglio - Luis Alberto Lacalle, avvocato, giornalista e politico uruguaiano
- 13 luglio - Sergio Orlandi, ex calciatore e allenatore di calcio italiano
- 13 luglio - Giuseppe Peretta, ex calciatore italiano
- 13 luglio - Jacques Perrin, attore, regista e produttore cinematografico francese († 2022)
- 14 luglio - Sayed Ali Akbar Haydari, ex lottatore iraniano
- 14 luglio - Emmanuel Dongala, scrittore centrafricano
- 14 luglio - Andreas Khol, politico austriaco
- 14 luglio - León Najnudel, cestista, allenatore di pallacanestro e dirigente sportivo argentino († 1998)
- 14 luglio - Tat'jana Dmitrievna Kuznecova, cosmonauta e ingegnere russa († 2018)
- 15 luglio - Archie Clark, ex cestista statunitense
- 15 luglio - Giorgio De Stefano, mafioso italiano († 1977)
- 15 luglio - Rodolfo Fogwill, sociologo e scrittore argentino († 2010)
- 15 luglio - Vicente Guillot, ex calciatore spagnolo
- 16 luglio - Giovanni Andrea Borromeo d'Adda, imprenditore e politico italiano († 1978)
- 16 luglio - Desmond Dekker, cantante giamaicano († 2006)
- 16 luglio - Luciano Guerci, storico italiano († 2017)
- 16 luglio - Mimmo Liguoro, giornalista italiano
- 16 luglio - Luciano Maiani, fisico sammarinese
- 16 luglio - Marcello Marrocchi, cantautore e compositore italiano
- 16 luglio - Kálmán Mészöly, calciatore e allenatore di calcio ungherese († 2022)
- 16 luglio - Dag Solstad, scrittore norvegese († 2025)
- 16 luglio - Gianni Valbonesi, pittore italiano
- 16 luglio - Chiara Valentini, giornalista e scrittrice italiana
- 17 luglio - Jean-Claude Bourret, giornalista e conduttore televisivo francese
- 17 luglio - Ronald W. Davis, biochimico e genetista statunitense
- 17 luglio - Vasco Dugini, ex calciatore italiano
- 17 luglio - Gian Pietro Favaro, politico italiano
- 17 luglio - Leopoldo Cintra Frías, generale e politico cubano
- 17 luglio - Gribouille, cantante francese († 1968)
- 17 luglio - Fred Halsted, regista e attore pornografico statunitense († 1989)
- 17 luglio - Daryle Lamonica, giocatore di football americano statunitense († 2022)
- 17 luglio - Cornel Mărculescu, ex pallanuotista e arbitro di pallanuoto rumeno
- 17 luglio - Abramo Pagani, calciatore italiano († 2024)
- 17 luglio - Roberto Rivas, calciatore salvadoregno († 1972)
- 17 luglio - Achim Warmbold, ex pilota automobilistico tedesco
- 18 luglio - Frank Farian, cantautore e produttore discografico tedesco († 2024)
- 18 luglio - Friedrich Braun, cestista brasiliano († 2025)
- 18 luglio - Stephen Holden, scrittore, critico musicale e critico cinematografico statunitense
- 18 luglio - Jack Jersey, musicista e cantante olandese († 1997)
- 18 luglio - Marcia Jones-Smoke, ex canoista statunitense
- 18 luglio - Jozef Patrovič, imprenditore, cantante e attivista slovacco († 2023)
- 18 luglio - Vicente Pereda, allenatore di calcio e ex calciatore messicano
- 18 luglio - Martha Reeves, cantante statunitense
- 18 luglio - Jean-Paul Weil, ex pallanuotista francese
- 19 luglio - Natalija Bessmertnova, ballerina sovietica († 2008)
- 19 luglio - Alfio Cantarella, batterista italiano († 2023)
- 19 luglio - Vikki Carr, cantante statunitense
- 19 luglio - Alfons Cucó, storico, politico e scrittore spagnolo († 2002)
- 19 luglio - Vittorio Di Prima, attore, doppiatore e direttore del doppiaggio italiano († 2016)
- 19 luglio - Claude Goumondy, compositore di scacchi francese
- 19 luglio - Jerry Huckaby, politico statunitense
- 19 luglio - Udo Kindermann, filologo tedesco
- 19 luglio - Neelie Kroes, politica olandese
- 19 luglio - Pauli Perkonoja, compositore di scacchi finlandese
- 19 luglio - Maurice Piat, cardinale e vescovo cattolico mauriziano
- 20 luglio - Claudio Maria Celli, arcivescovo cattolico italiano
- 20 luglio - Maria Lúcia Dahl, attrice brasiliana († 2022)
- 20 luglio - Vladimir Afanas'evič Ljachov, cosmonauta sovietico († 2018)
- 20 luglio - Ermanno Parazzini, compositore, paroliere e produttore discografico italiano († 2018)
- 20 luglio - Giuseppe Paviglianiti, personaggio televisivo e attore italiano († 2000)
- 20 luglio - Kurt Raab, attore, sceneggiatore e drammaturgo tedesco († 1988)
- 20 luglio - Alfiero Toppetti, attore italiano
- 21 luglio - Diogo Freitas do Amaral, politico portoghese († 2019)
- 21 luglio - Juan Carlos Guzmán, ex calciatore argentino
- 21 luglio - Franco Laner, architetto italiano
- 22 luglio - Massimo Ammaniti, psicanalista, docente e scrittore italiano
- 22 luglio - Vaughn Bodé, disegnatore statunitense († 1975)
- 22 luglio - George Clinton, cantante e produttore discografico statunitense
- 22 luglio - Gary Myers, modello e attore australiano
- 23 luglio - Pierre Agostini, fisico francese
- 23 luglio - Renato Ischia, scultore e artista italiano († 2025)
- 23 luglio - Sergio Mattarella, politico e giurista italiano
- 24 luglio - Tony Dunne, calciatore e allenatore di calcio irlandese († 2020)
- 24 luglio - Yosiwo George, politico e diplomatico micronesiano († 2022)
- 24 luglio - Erna Hennicot-Schoepges, politica lussemburghese
- 24 luglio - Risto Kala, cestista finlandese († 2021)
- 24 luglio - Pedro Prospitti, calciatore argentino († 1996)
- 25 luglio - Giacomo Archiutti, politico italiano
- 25 luglio - Manny Charlton, chitarrista britannico († 2022)
- 25 luglio - Rubén Correa, ex calciatore peruviano
- 25 luglio - Andrea Maietti, scrittore e giornalista italiano
- 25 luglio - Alberto Michelini, giornalista e politico italiano
- 25 luglio - Odette Nicoletti, costumista italiana
- 25 luglio - Raúl Ruiz, regista e sceneggiatore cileno († 2011)
- 25 luglio - Peter Suschitzky, direttore della fotografia britannico
- 25 luglio - Donna Theodore, attrice statunitense († 2024)
- 25 luglio - Nate Thurmond, cestista statunitense († 2016)
- 25 luglio - Emmett Till, statunitense († 1955)
- 25 luglio - Mansur bin Sa'ud Al Sa'ud, principe e militare saudita
- 26 luglio - Colin Austin, filologo classico, grecista e papirologo britannico († 2010)
- 26 luglio - Hans Dorjee, allenatore di calcio e calciatore olandese († 2002)
- 26 luglio - Darlene Love, cantante e attrice statunitense
- 26 luglio - Francesco Millea, calciatore italiano († 2003)
- 26 luglio - John Joseph Myers, arcivescovo cattolico statunitense († 2020)
- 26 luglio - Mike Taliaferro, ex giocatore di football americano statunitense
- 26 luglio - Adolf Urnaut, ex pallavolista e allenatore di pallavolo jugoslavo
- 26 luglio - Ana Griselda Vegas, modella venezuelana
- 26 luglio - Brenton Wood, cantante statunitense († 2025)
- 27 luglio - Saverio La Grua, politico italiano
- 27 luglio - Zlatko Škorić, calciatore jugoslavo († 2019)
- 27 luglio - Paolo Trevisi, attore e regista teatrale italiano († 2015)
- 28 luglio - Bill Crider, scrittore statunitense († 2018)
- 28 luglio - Peter Cullen, doppiatore canadese
- 28 luglio - Colin Higgins, regista, sceneggiatore e attore australiano († 1988)
- 28 luglio - Dianne Jackson, regista e animatrice inglese († 1992)
- 28 luglio - Michael Mukasey, giurista statunitense
- 28 luglio - Riccardo Muti, direttore d'orchestra italiano
- 28 luglio - Susan Roces, attrice filippina († 2022)
- 29 luglio - Didier Baussy-Oulianoff, regista francese († 2007)
- 29 luglio - Salvatore Cintola, politico italiano († 2010)
- 29 luglio - Gianfranco Clerici, sceneggiatore e produttore cinematografico italiano
- 29 luglio - Randall Collins, sociologo statunitense
- 29 luglio - Jennifer Dunn, politica statunitense († 2007)
- 29 luglio - Gabriella Giorgelli, attrice italiana
- 29 luglio - Masoud Kimiai, regista, sceneggiatore e produttore cinematografico iraniano
- 29 luglio - David Warner, attore britannico († 2022)
- 30 luglio - Paul Anka, cantante, compositore e attore canadese
- 30 luglio - Orlando Branca, editore italiano
- 30 luglio - Cheung Chi Doy, ex calciatore hongkonghese
- 30 luglio - Giovanni Codevilla, storico italiano
- 30 luglio - Jean-Louis Comolli, regista, critico cinematografico e critico musicale francese († 2022)
- 30 luglio - Erik Hagen, ex calciatore norvegese
- 30 luglio - Kim Jong-gak, generale e politico nordcoreano
- 30 luglio - Rosa Maria Sardà, attrice e comica spagnola († 2020)
- 30 luglio - Marcello Spatafora, diplomatico italiano
- 31 luglio - Penny Brown, attrice e cantante statunitense
- 31 luglio - Mario Camicia, giornalista e telecronista sportivo italiano († 2011)
- 31 luglio - Vic Hayes, ingegnere olandese
- 31 luglio - Davide Mosconi, fotografo, musicista e designer italiano († 2002)